# Antydesign
Antydesign – inaczej wzornictwo radykalne. Stworzony w latach 60. w buncie przeciwko sterylnej elegancji modernizmu.

## Historia i cele
W 1966 roku projektanci działający w duchu antydesignu stworzyli dwie grupy, Archizoom oraz Superstudio powstałe we Florencji.
Były one centrum dla awangardowego designu tamtego okresu, stwarzały nowe wzory, "prototypy", kreowały "zdarzenia", organizowały instalacje. Artyści zrzeszeni w tych grupach koncentrowali się na całokształcie. W roku 1966(Mediolan), odbyła się wystawa Ettore Sottassa.
W 1976 powstała nowa grupa antydesignu, Studio Alchimia.
Nurt odrzucił formalne traktowanie wzornictwa przez włoskich neomodernistów, dążyła do odzyskania kulturalnej i politycznej roli projektowania.
Według zwolenników antydesignu założenia modernizmu w tamtym okresie były tylko chwytem handlowym. By się mu przeciwstawić zajadle atakowali pojęcie "dobrego wzornictwa" i elitarności modernizmu.
Korzystali w projektowaniu z kiczu, ironii, efemeryczności, mocnych barw i zniekształceń skali przedmiotów, by odebrać im funkcjonalność i zniszczyć gust oraz zasady właściwego projektowania, określane w tamtych latach przez modernizm.